# Tuliszków
Tuliszków è un comune urbano-rurale polacco del distretto di Turek, nel voivodato della Grande Polonia.
Ricopre una superficie di 149,44 km² e nel 2004 contava 10 513 abitanti.